# Sagamore Lake (hrabstwo Putnam)
Sagamore Lake, znane również jako Bean's Pond – jezioro wykorzystywane jako zbiornik retencyjny w Stanach Zjednoczonych, w stanie Nowy Jork, w hrabstwie Putnam. Powierzchnia zbiornika wynosi 99 akrów (0,40 km2), lustro wody położone jest 200 m n.p.m. Przez zbiornik przepływa rzeka West Branch Croton River.